# Royal Leamington Spa
Pour les articles homonymes, voir Leamington et Spa.
Royal Leamington Spa, souvent appelée Leamington Spa et Leamington (IPA : [ˈlɛmɪŋtən]), est une ville thermale (en anglais spa) et paroisse civile britannique du Warwickshire central, en Angleterre.
N'étant située qu'à 12 kilomètres de l'université de Warwick, elle abrite de nombreux logements de l'université, et connaît une vie étudiante assez active. 
Devenue ville thermale au XVIIIe siècle après la popularisation de son eau qui était réputée pour avoir des qualités médicinales. 
Au XIXe siècle, la ville a connu l’une des expansions les plus rapides d’Angleterre. Il porte le nom de la rivière Leam, qui traverse la ville.
La ville abrite des ensembles d’architecture Regency particulièrement raffinés, notamment dans certaines parties de la rue Parade, de la place Clarendon et du cirque de Lansdowne.
Lors du recensement de 2011, la population était de 49 491 habitants. En 2019, la population de Leamington était estimée à 52 213.
Leamington est contiguë aux villes voisines de Warwick et Whitnash, ainsi qu’au village de Cubbington, qui forment ensemble une conurbation connue sous le nom de "Royal Leamington Spa Built-up area" qui en 2011 comptait 95 172 habitants.
Leamington se trouve à environ 14 km au sud de Coventry, 32 km au sud-est de Birmingham, et 130 km au nord-ouest de Londres.

## Histoire
Autrefois un petit village connu sous le nom de Leamington Priors, Leamington a commencé à se développer comme une ville au début du XIXe siècle. Il a d'abord été mentionné dans le Domesday Book de 1086 comme Lamintone. Pendant 400 ans, la colonie était sous le contrôle du Kenilworth Priory, d'où provenait l'ancien suffixe.

## Géographie
Leamington est divisée par la rivière Leam qui coule d’est en ouest et qui est susceptible d’être inondée par des conditions météorologiques extrêmes; avec de fortes inondations en 1998 et 2007.
Le Leam est un affluent de la rivière Avon, qu’il rejoint juste à l’ouest de Leamington.
La vieille ville de Warwick est jouxtée directement à l’ouest de Leamington, sur la rive opposée de l’Avon. La petite ville de Whitnash est également contiguë à Leamington, directement au sud, sans frontière naturelle. Le village de Cubbington est attenant au nord-est. Juste à l’extérieur de la ville se trouvent les villages de Old Milverton au nord et Radford Semele à 4km à l’est.
Leamington posède plusieurs banlieues; la ville a englobé l’ancien village de Lillington, directement au nord du centre-ville. Les autres banlieues comprennent Milverton au nord-ouest, Campion Hills à l’est, Sydenham à l’est et le district de Heathcote en expansion rapide au sud-ouest.
La route principale qui traverse le centre-ville est Parade (anciennement Lillington Lane jusqu’en 1860). Cette rue commerçante abrite de hautes chaînes et le centre commercial The Royal Priors.

## Démographie
Au recensement de 2011, il y avait 49 491 résidents à Leamington dans 22 098 ménages, et l’âge médian des résidents de Leamington était de 34 ans.
En termes d’ethnicité:
86 % des résidents de Leamington étaient de race blanche (comprenant 77,2 % de race blanche britannique, 6,7 % d’autres races blanches et 2,1 % d’origine irlandaise).
9,2 % étaient d’origine asiatique (comprenant 6,4 % d’Indiens, 0,8 % de Chinois, 0,5 % de Pakistanais, 0,1 % de Bangladais et 0,8 % d’origine asiatique)
1,1 % étaient noirs (comprenant 0,5 % d’Africains, 0,5 % de Caribéens et 0,1 % d’autres Noirs)
2,7 % étaient mixtes.
0,2 % étaient arabes et 0,9 % étaient d’un autre groupe ethnique.
Pour ce qui est de la religion, 51,5 % des résidents de Leamington se sont déclarés chrétiens, 32,1 % ont déclaré ne pas avoir de religion, 7,5 % n’ont déclaré aucune religion, 5,1 % étaient sikhs, 1,5 % étaient hindous, 1,3 % étaient musulmans, 0,4 % étaient bouddhistes, 0,3 % étaient juifs et 0,5 % étaient d’une autre religion.

## Économie

### Tourisme
La popularité des eaux de la ville au XIXe siècle a mené à la croissance initiale de la ville, faisant du tourisme l'industrie primaire de Leamington au XIXe siècle.

### Détails
Dans le centre-ville il y a une variété de magasins des grandes chaînes de rue aux détaillants indépendants, plus un centre commercial intérieur, The Royal Priors. Il y a un parc commercial hors de la ville appelé le Leamington Shopping Park (anciennement le Shires Retail Park), même si elle se trouve dans les limites de Warwick. Il a ouvert ses portes en 1989.

## Personnalités
Royal Lemington Spa est la ville natale de :
- Robert Hugh Archer (1852-1930), navigateur
- Belfort Bax
- Aleister Crowley
- Samuel Lockhart (1851-1933), dresseur d'éléphants, né et mort à Leamington Spa
- William Renshaw et Ernest Renshaw, joueurs de tennis
- Robert Simpson (1921-1997), compositeur britannique
- Christian Horner, ex pilote automobile et directeur de l'écurie autrichienne de Formule 1 Red Bull Racing
- Randolph Turpin boxer (lieu de décès - suicide) 7 juin 1928 - 17 mai 1966- 37 ans
- Leon Vitali (1948-2022), acteur britannique.

## Jumelages
| Ville | Ville      | Pays | Pays         | Période                   |
| ----- | ---------- | ---- | ------------ | ------------------------- |
|       | Bo         |      | Sierra Leone | depuis le 13 janvier 2005 |
|       | Brühl      |      | Allemagne    | depuis 1973               |
|       | Heemstede  |      | Pays-Bas     | depuis 1987               |
|       | Homiel     |      | Biélorussie  |                           |
|       | Leamington |      | Canada       |                           |
|       | Sceaux     |      | France       | depuis 1969               |